# Klein-Neusiedl
Klein-Neusiedl – gmina w Austrii, w kraju związkowym Dolna Austria, w powiecie Bruck an der Leitha. Liczy 856 mieszkańców (1 stycznia 2014). Do 31 grudnia 2016 należała do powiatu Wien-Umgebung.